# Villanova del Ghebbo
Villanova del Ghebbo é uma comuna italiana da região do Vêneto, província de Rovigo, com cerca de 2.196 habitantes. Estende-se por uma área de 11 km², tendo uma densidade populacional de 200 hab/km². Faz fronteira com Costa di Rovigo, Fratta Polesine, Lendinara, Lusia, Rovigo.

## Demografia
| Variação demográfica do município entre 1861 e 2011                               |
|                                                                                   |
| Fonte: Istituto Nazionale di Statistica (ISTAT) - Elaboração gráfica da Wikipedia |